# Кирилловка (Харьковская область)
Кирилловка (укр. Кирилівка), село, Кириловский сельский совет, Красноградский район, Харьковская область, Украина.
Код КОАТУУ — 6323381001. Население по переписи 2001 года составляет 549 (229/320 м/ж) человек.
Является административным центром Кириловского сельского совета, в который, кроме того, входят сёла Высокое, Светлое и Червоное.

## Географическое положение
Село Кирилловка находится на правом берегу реки Берестовенька, выше по течения на расстоянии в 2 км расположено село Староверовка (Нововодолажский район), ниже по течению на расстоянии в 1 км расположено село Берестовенька, на противоположном берегу — село Граново. 
Через село проходит железная дорога, станция Платформа 53 км. 
По селу протекает пересыхающий речей с запрудами.

## История
- 1784 — дата основания.

## Экономика
- Молочно-товарная и птице-товарная ферма.
- Крестьянский союз им. Щорса.

## Объекты социальной сферы
- Школа.

## Достопримечательности
- Братская могила советских воинов.